# 贊比西矮長頷魚
贊比西矮長頜魚，為輻鰭魚綱骨舌魚目象鼻魚科的其中一種，分布於非洲三比西河上游流域，體長可達7.3公分，棲息在底層水域，生活習性不明。